# Patries
Pour plus de détails, voir Fiche technique et Distribution.
Patries est un film français réalisé par Cheyenne Carron et sorti en 2015.

## Fiche technique
- Titre : Patries
- Réalisation : Cheyenne Carron
- Scénario : Cheyenne Carron
- Musique : Patrick Martens
- Photographie : Prune Brenguier
- Décors : Bénédicte Walravens et Barnabé d'Hauteville
- Son : Yohan Piaud
- Montage : Oktay Sengul
- Société de production : Cheyenne Carron Production
- Pays de production :  France
- Tournage : du 3 mars au 22 mars 2015
- Durée : 125 minutes
- Date de sortie :
  - France : 21 octobre 2015

## Distribution
- Jackee Toto
- Augustin Raguenet
- Balla Gagny Diop
- Sylvia Homawoo
- Prudence Maïdou
- Sandrine Salyères
- Alain Azerot
- Ricky Tribord
- Laurent Maurel